# كارلوس رايشنباخ
كارلوس رايشنباخ (بالبرتغالية: Carlos Reichenbach‏) هو مصور سينمائي برازيلي، ولد في 14 يونيو 1945 في بورتو أليغري في البرازيل، وتوفي في 14 يونيو 2012 في ساو باولو في البرازيل بسبب قصور القلب.

## وصلات خارجية
- كارلوس رايشنباخ على موقع IMDb (الإنجليزية)
- كارلوس رايشنباخ على موقع ألو سيني (الفرنسية)
- كارلوس رايشنباخ على موقع أول موفي (الإنجليزية)
- كارلوس رايشنباخ على موقع قاعدة بيانات الفيلم (الإنجليزية)
- كارلوس رايشنباخ على موقع كينوبويسك (الروسية)